# Archibald Matthias Dunn

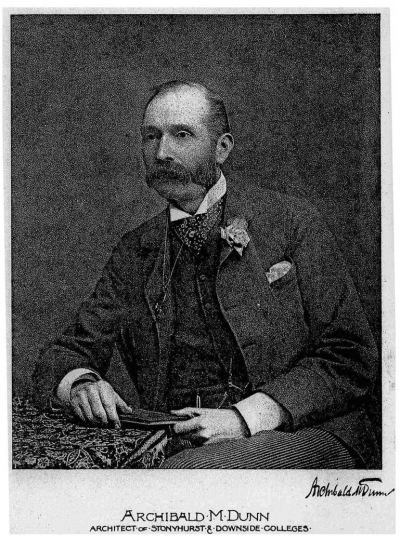
Archibald Matthias Dunn

Archibald Matthias Dunn FRIBA, Justice of the peace, Vikar, (* 1832 in Wylam; † 17. Januar 1917 in Bournemouth) gehörte mit seinem Partner Edward Joseph Hansom zu den katholischen Architekten in North East England während des viktorianischen Zeitalters.

## Leben
Archibald Matthias Dunn war der Sohn von Matthias Dunn. Er studierte an den katholischen Colleges Ushaw College und Stonyhurst College. Anschließend betrieb er raumbildende Studien bei Charles Francis Hansom, dem Bruder von Joseph Hansom, in Bristol und lernte seinen Geschäftspartner Edward Joseph Hansom, den Sohn von Charles Francis Hansom, kennen.
Zu den Werken der Architektengemeinschaft gehört die Gestaltung des Turms der St.-Marien-Kathedrale in Newcastle upon Tyne und 1889–1891 die St. Michael’s Church Westmorland Road Elswick in Elswick sowie 1882 Querhaus und Vierung von Downside Abbey. Dunn war ein prominenter lokaler Grundbesitzer.
Ab 1870 war Dunn Präsident der Northern Architectural Association. Anschließend war er Stadtrat, Bürgermeister und Friedensrichter für das County Durham in Gateshead. Über dem Tal von Prudhoe in Wylam ließ er von 1878 bis 1879 Castle Hill House als seinen Wohnsitz errichten.
1862 heiratete Dunn Sara Armstrong, eine Schriftstellerin. Beide unternahmen 1886 eine Europareise, nach der Dunn Notes and Sketches of an Architect, Skizzen aus Frankreich, Deutschland, Spanien und England, veröffentlichte. 1901 zog die Familie Dunn in das Wood House, Branksome Park, in Bournemouth.